# Venevisión
Venevisión (acronyme de la Corporación Venezolana de Televisión C.A.), C'est la principale et la plus grande chaîne de télévision vénézuélienne, avec un signal ouvert et une couverture nationale, dont l'actionnaire à 100 % est Grupo Cisneros. Cette société de télévision est membre de l'Organisation des télécommunications ibéro-américaines (OTI).
Son principal concurrent a toujours été RCTV même si elle n'a  actuellement pas diffusée sur les ondes publiques depuis que sa concession a expiré en 2007. Televen est actuellement son principal concurrent.

## Histoire
Fondée en 1953 sous le nom de Televisión Independiente Venezolana S.A. (Televisa) par Gustavo Cisneros, l'entreprise a été achetée après une faillite par Diego Cisneros en 1960 avec l'aide du gouvernement de l'ex-président Rómulo Betancourt. En 1961, Venevision a été inaugurée avec un concert inaugural. Le canal a été retransmis en direct, puisque la station n'avait aucune cassette vidéo, à l'exception des nouvelles qui s'affichaient dans le film. En 1961, la station signe une entente avec le réseau de télévision américain ABC pour le support technique, des programmes et des droits d'émission.
Au début des années 1970, le radiodiffuseur continue à tester le système de transmission de couleur et en 1986, et commence à transmettre par satellite, la première étant du Venezuela. En 1971, Venevisión commence la distribution internationale de ses programmes à la suite de l'utilisation de la technologie vidéo-cassette il y a des années. Sa première vente internationale était la telenovela Esmeralda, produite par José Crousillat, écrite par Delia Fiallo, avec Lupita Ferrer et José Bardina. Cela marque un jalon pour le canal : depuis leurs productions pouvaient être vues dans les différents pays. 
En 1974, la chaîne commence à émettre la coupe du monde, la deuxième chaîne vénézuélienne à apporter cet événement. En 1989, Venevisión international est créé pour distribuer les productions de canal et le troisième dans le marché hispanique aux États-Unis, en Amérique latine et ailleurs. 
En 1994, la chaîne commence à faire midi par jour de fonctionnement et en 2007, donne la Miss Venezuela et la Copa América en haute définition. Depuis cette année, le format vidéo pour la programmation qui varie entre SDTV et HDTV est transmise. 
Propriété du milliardaire Gustavo Cisneros, Venevisión a pris part en 2002 au coup d’État contre le président vénézuélien Hugo Chávez. En direct sur la chaine, le vice-amiral Victor Ramírez Pérez, acteur du putsch, déclare : « On a eu une arme capitale : les médias. Et, puisque l’occasion se présente, je tiens à vous en féliciter. » 
Venevisión recueille, en 2012, 67 % de part d’audience au Venezuela. En 2014, il démarre l'enregistrement de Amor secreto, son premier roman en haute définition. Depuis mars 2015, Venevisión est devenu le plus long canal du Venezuela pour sa longévité qui s'étend à 54 ans, en battant la diffusion de RCTV qui a terminé à 53 ans.[Quoi ?]
Depuis 2017, Venevisión commence à cesser la diffusion de ces telenovelas car le gouvernement vénézuélien, trouvant ce type de fictions trop violente pour le public préfère arrêter la production malgré de bonnes audiences durant des décennies.

## Émissions

### Programmations originales
- Atómico (depuis 2014) (enfant)
- Portada's (depuis 2005) (journal télévisé)
- Super Sabado Sensacional (depuis 1971) (spectacle de variété)
- Arquitecto de sueños
- ¡Qué Locura! (depuis 2001) (sitcom)
- A que te ries (depuis 2010)
- Sexo al desnudo (depuis 2012)
- Cartas del Corazón (despuis 2015)
- La Magia de ser miss (depuis 2014) (sitcom)
- Miss Venezuela
- Noticiero Venevision